# 생루이뒤아! 아!

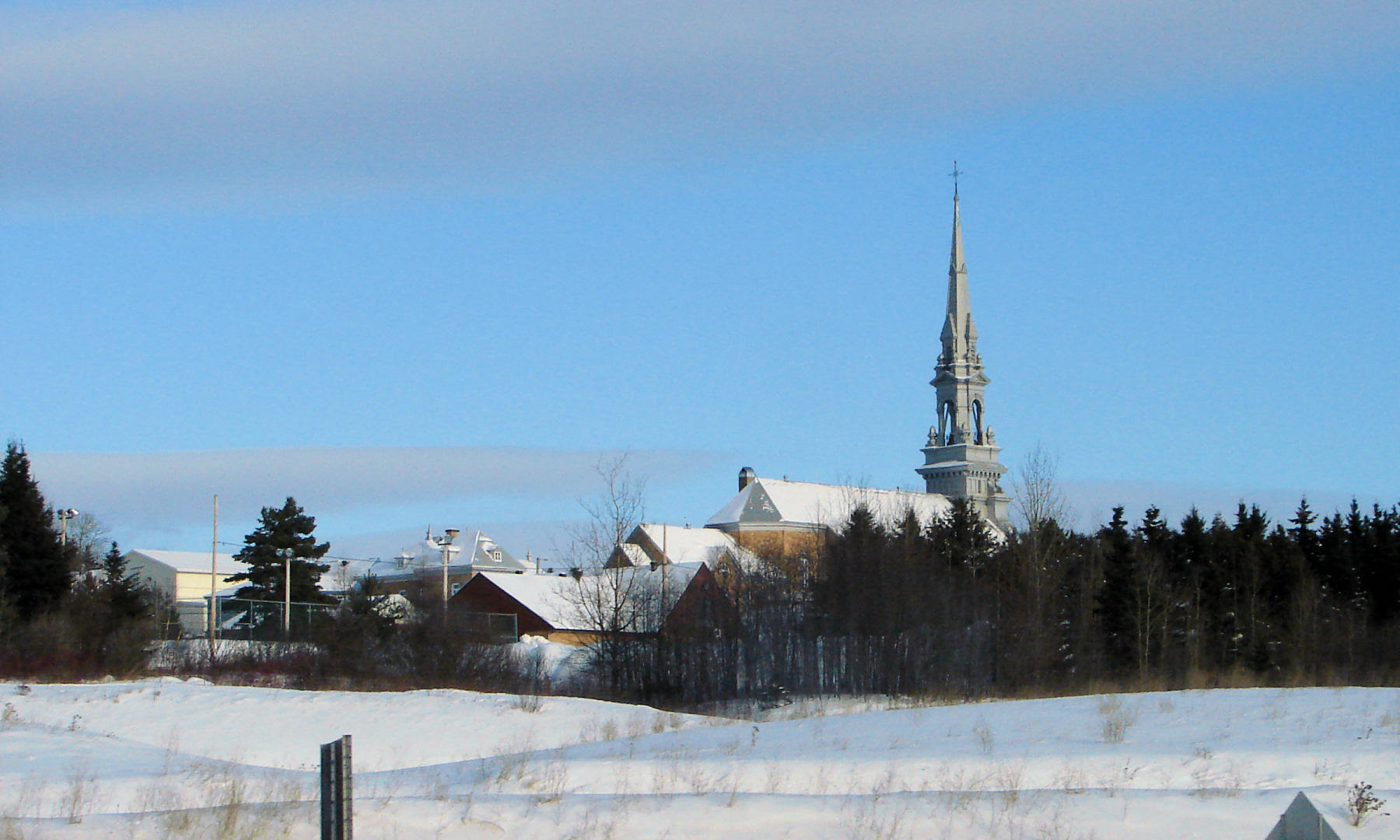
생루이뒤아! 아!

생루이뒤아! 아!(프랑스어: Saint-Louis-du-Ha! Ha!)는 캐나다 세인트로렌스강 남쪽 강변 근처에 있는 퀘벡주 테미스쿼타 군에 있는 교구 자치 단체이다. 이 도시는 캐나다 횡단 도로 루트 185를 따라 리비에르뒤루프의 남동쪽 카바노 서쪽에 위치한 뉴브런즈윅의 에드먼드스턴으로 향하는 루트 185의 거의 중간 지점에 있다. 생루이뒤아! 아!의 인구는 2011년 기준으로 1,318명이며, 주요 산업은 농업이다.
생루이뒤아! 아!의 표어는 '노동속에서 단결'(Solidaire dans le labeur)이며, 현재 지방 자치 단체의 장은 Louiselle Ouellet이다.
지명에 느낌표 두 개가 있는 것은 생루이뒤아! 아!뿐이다. 느낌표를 포함 지명으로는 아! 아!가 들어간 다른 퀘벡의 유사한 지명과 잉글랜드의 마을인 웨스트워드 호!가 알려져 있다.

## 같이 보기
- 해밀턴 (오하이오주)
- 트루스오어컨시퀀시스 (뉴멕시코주)
- 웨스트워드 호!